# جينتاراس كادجيوليس
جينتاراس كادجيوليس مواليد 29 مارس 1980 في بانيفيزيس، الجمهورية الليتوانية السوفيتية الاشتراكية، هو مدرب كرة سلة ليتواني ولاعب معتزل. بدأ مسيرته الاحترافية في سنة 1996. اعتزل اللعب في 2014.

## المسيرة الاحترافية
لعب مع نادي ليتكابليس لكرة السلة من سنة 1996 إلى 1999، ثم لعب مع ليتوفوس رايتس من سنة 1999 إلى 2001، ثم لعب مع نادي فوتسوافك لكرة السلة من سنة 2003 إلى 2005، ثم لعب مع نادي بانيونيس لكرة السلة في موسم 2005–2006، ثم لعب مع نادي فوتسوافك لكرة السلة في سنة 2006، ثم لعب مع شياولياي في موسم 2008–2009.

## روابط خارجية
- جينتاراس كادجيوليس على موقع الاتحاد الدولي لكرة السلة (الإنجليزية)
- جينتاراس كادجيوليس على موقع الدوري الأوروبي لكرة السلة (الإنجليزية)
- جينتاراس كادجيوليس على موقع كرة السلة الأوروبية.كوم (الإنجليزية)
- جينتاراس كادجيوليس على موقع ريلجم (الإنجليزية)
- جينتاراس كادجيوليس على موقع بروبوليرز (الإنجليزية)
- جينتاراس كادجيوليس على موقع سبورتس رفرنس (الإنجليزية)